# BitComet
BitComet é um cliente BitTorrent, um software que gerencia o protocolo torrent, escrito em C++ disponível apenas para Microsoft Windows. O bom deste software é justamente pela sua linguagem, e pelo tamanho do instalador, que é muito menor do que outros, porém não deixando em nada a desejar, muito pelo contrário, com mais opções inclusive. BitComet é um cliente BitTorrent poderoso, limpo, rápido, e fácil de usar. Suporta downloads simultâneos, fila do download, downloads selecionados no pacote do torrent, chat, disk cache, grandes limites de velocidade, port mapping, proxy, IP-filtro, etc.
BitComet conta com um recurso que acelera os downloads Aceleração VIP
Os membros VIP tem sua própria largura de banda; quando o download de uma tarefa local, a velocidade de download pode ser acelerada usando a largura de banda como um intermediário para transferir mais dados para o cliente local.
De acordo com o site oficial e seus usuários, não possui spywares ou adwares.
BitComet é muito conhecido por sua facilidade de uso, e por ser leve, mesmo quando iniciado juntamente com o Sistema Operacional,